# Glorious Day
「Glorious Day」は、音声合成ソフト・初音ミク歌唱のVOCALOID楽曲。2024年3月9日、音楽プロジェクト「ポケモン feat. 初音ミク Project VOLTAGE 18 Types/Songs」の第18弾として、日本のボカロP・Eveによって発表された。

## 概要
「ポケモン feat. 初音ミク Project VOLTAGE 18 Types/Songs」（以下、Project VOLTAGE）の第18弾作品として2024年3月9日にYouTube・ニコニコ動画にミュージックビデオが公開され、翌10日にKARENTよりデジタル配信された。動画が公開された3月9日は初音ミクの記念日「ミクの日」となっている。「Project VOLTAGE」は全18曲と発表されており、当初は本曲がプロジェクトの最終曲となる予定であった。
Eveがボカロ曲を公開するのは2021年の『群青讃歌』以来2年半ぶりとなる。
「Project VOLTAGE」のコンセプトによりゲーム『ポケットモンスター』（以下、ポケモン）シリーズのBGMを引用して制作されており、歴代の全チャンピオン戦のBGMを集めた曲になっている。また、BGMだけではなく各チャンピオンの台詞が歌詞に踏襲されているシーンも存在する。
最後のサビにはフロンティアブレーンとの戦闘BGMが使用されており、チャンピオンに勝利した後も冒険が続くという『ポケモン』シリーズの魅力を表現している。
雰囲気が大きく異なる曲を1曲にまとめるため、キーやBPMを定める必要があったことから、原曲の素材をそのまま使うことはせずにすべてアレンジを加えた状態で使用している。

## 制作
18曲目であることから、できるだけ唯一性があり、やりたいものを形にしようと考えてテーマを制定した。当初はまったく別のテーマを考えていたが、製作途中で「Project VOLTAGE」の別楽曲を聞いたところ、何か違うと感じるようになり、改めて考え直すことになった。その結果、シリーズ作品の各タイトルで印象に残っているBGMはチャンピオン戦のBGMだと感じ、歴代チャンピオンとの戦闘BGMを集めた楽曲を制作することになった。

## ミュージックビデオ
監督は千葉大輔、キャラクターデザインはLOOM、アニメーションプロダクションはFolium。Eveが自身の要望を書いた字コンテをもとに制作されている。
オリジナル設定の初音ミク2人が主人公・ライバルとして登場するほか、「Project Voltage」で発表された「18タイプの初音ミクと相棒ポケモン」が全員登場し、プロジェクトの集大成を感じる作品となっている。